# 小行星4153
小行星4153（英語：4153 Roburnham）是一颗围绕太阳公转的小行星。1985年5月14日，卡羅琳·舒梅克在帕洛马山发现了此天体。
这颗小行星的绝对星等为208.2308765602662等。